# Eladio Carrión: BZRP Music Sessions, Vol. 40
«Eladio Carrión: BZRP Music Sessions, Vol. 40» es una canción del productor argentino Bizarrap y el rapero puertorriqueño Eladio Carrión. La canción fue lanzada el 9 de junio de 2021 a través de Dale Play Records. Esta es la primera Bzrp Music Sessions en la que participa un artista puertorriqueño. El videoclip de la canción tiene más de 100 millones de visitas en YouTube y también se ubicó en el top 10 de la lista Billboard Argentina Hot 100.

## Promoción
La sesión fue anunciada por Bizarrap a través de un teaser que se publicó en sus redes sociales, en el video se mostraba a un niño con su álbum de Panini edición Bizarrap.

## Personal
Créditos adaptados de Genius.
- Eladio Carrión – voces
- Bizarrap – producción
- Zecca – mezcla, batería
- Javier Fracchia – masterización
- Salvador Díaz – camarógrafo
- Agustín Sartori – vídeo vfx

## Posicionamiento en listas
| Lista (2021)                  | Mejor posición |
| ----------------------------- | -------------- |
| Argentina (Argentina Hot 100) | 10             |
| España (Top 100 Canciones)    | 15             |
| Global 200 (Billboard)        | 162            |
| Global Excl. US (Billboard)   | 81             |

## Certificaciones
| País   | Organismo certificador | Certificación | Ventas certificadas | Ref.  |
| ------ | ---------------------- | ------------- | ------------------- | ----- |
| México | AMPROFON               | Platino + Oro | 210 000             | [ 8 ] |
| España | PROMUSICAE             | 3x Platino    | 120 000             | [ 9 ] |